# Podróż apostolska Benedykta XVI do Stanów Zjednoczonych
Podróż apostolska Benedykta XVI do Stanów Zjednoczonych odbyła się w dniach 15 kwietnia – 21 kwietnia 2008 pod hasłem „Chrystus naszą nadzieją”.
W czasie tej podróży papież obchodził swoje 81. urodziny (16 kwietnia) oraz trzecią rocznicę wyboru na Stolicę Piotrową (19 kwietnia).

## Plan podróży

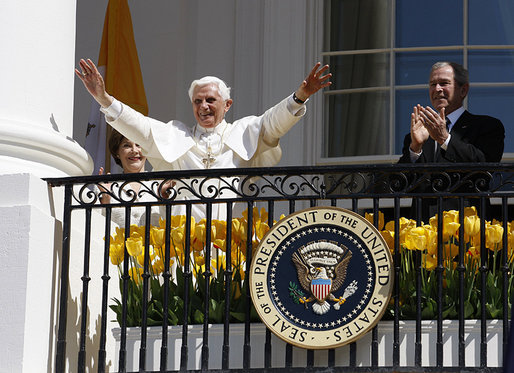

### Przylot do Waszyngtonu
Benedykt XVI odleciał z rzymskiego lotniska Fiumicino we wtorek 15 kwietnia o godz. 12.00. O godz. 16.00 czasu miejscowego przybył do bazy Andrews Amerykańskich Sił Powietrznych w Waszyngtonie, gdzie powitał go prezydent George W. Bush z małżonką. Rezydencją papieża w stolicy USA była nuncjatura apostolska.

### Spotkanie z prezydentem Bushem

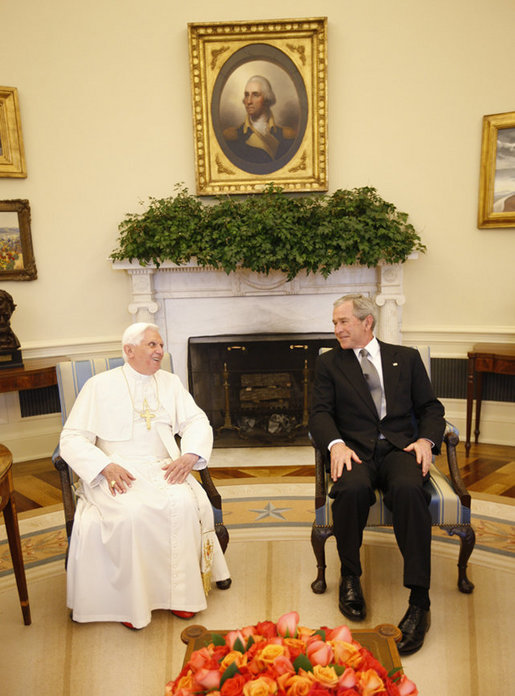
Benedykt XVI podczas rozmowy z prezydentem USA George’em Walkerem Bushem

W środę 16 kwietnia, po Mszy św. w nuncjaturze, Benedykt XVI udał się samochodem do Białego Domu. O 10.30 odbyła się ceremonia powitalna na południowym trawniku rezydencji amerykańskiego prezydenta, gdzie papież wygłosił przemówienie. Po rozmowie w Gabinecie Owalnym papież opuścił w południe Biały Dom. O 13.00 podjął w nuncjaturze na obiedzie członków Prezydium Konferencji Biskupów Katolickich Stanów Zjednoczonych i kardynałów z tego kraju. O 16.45 przyjął tam przedstawicieli katolickich organizacji charytatywnych. O 17.45 w bazylice Niepokalanego Poczęcia w Waszyngtonie odbyły się nieszpory i spotkanie z całym episkopatem USA.

### Msze dla wiernych
W czwartek 17 kwietnia o godz. 10.00 Benedykt XVI odprawił Mszę św. na stadionie Nationals, a o 17.00 w siedzibie Katolickiego Uniwersytetu Ameryki spotkał się ze światem akademickim. O 18.30 spotkał się z przedstawicielami innych religii w sali „Rotunda” w Centrum Kulturalnym im. Papieża Jana Pawła II.

### Nowy Jork. Wystąpienie na forum ONZ
W piątek 18 kwietnia, po Mszy św. w nuncjaturze, papież opuścił Waszyngton i odleciał do Nowego Jorku. O godz. 10.45 rozpoczęła się wizyta Benedykta XVI w siedzibie Organizacji Narodów Zjednoczonych. Papież wygłosił przemówienie na forum Zgromadzenia Ogólnego Narodów Zjednoczonych oraz spotkał się z pracownikami nowojorskiej siedziby organizacji. O 18.00 w kościele św. Józefa odbyło się spotkanie ekumeniczne. Wieczorem Benedykt XVI zjadł kolację z kardynałami ze Stanów Zjednoczonych i członkami Prezydium tamtejszej konferencji episkopatu w swej rezydencji, którą była siedziba stałego przedstawiciela Stolicy Apostolskiej przy ONZ, abp. Celestino Migliore.

### Msza w katedrze pw. św. Patryka
W sobotę 19 kwietnia o godz. 9.15 papież odprawił Mszę św. w katedrze pw. św. Patryka, w której udział wezięło duchowieństwo i osoby konsekrowane. W południe zjadł obiad w rezydencji arcybiskupa Nowego Jorku, a o 16.30 spotkał z niepełnosprawnymi, młodzieżą i seminarzystami w seminarium św. Józefa.

### Ground Zero i trzecia msza dla wiernych
W niedzielę 20 kwietnia, w ostatnim dniu wizyty, o godz. 9.30 Benedykt XVI modlił się w Ground Zero – miejscu, w którym stały wieże World Trade Center, zburzone w wyniku zamachów z 11 września 2001 r. O 14.30 papież odprawił Mszę św. na stadionie Yankee.

### Powrót do Rzymu
Papież o 20.30 odleciał z lotniska im. Johna Fitzgeralda Kennedy’ego w drogę powrotną do Rzymu.
Samolot papieski wylądował na rzymskim lotnisku Ciampino w poniedziałek 21 kwietnia przed południem.